# Gagea talassica
Gagea talassica är en liljeväxtart som beskrevs av Igor Germanovich Levichev. Gagea talassica ingår i Vårlökssläktet och i familjen liljeväxter. Inga underarter finns listade.